# Warren Kamanzi
Warren Kamanzi (Norvégia, 2000. november 11. –) norvég korosztályos válogatott labdarúgó, a francia Toulouse hátvédje.

## Pályafutása

### Klubcsapatokban
Kamanzi Norvégiában született. Az ifjúsági pályafutását a Strindheim csapatában kezdte, majd a Rosenborg akadémiájánál folytatta.
2020-ban mutatkozott be a Rosenborg első osztályban szereplő felnőtt keretében. A 2021-es szezonban a Ranheim csapatát erősítette kölcsönben. 2022-ben a Tromsøhöz igazolt. Először a 2022. április 18-ai, Aalesund ellen 2–2-es döntetlennel zárult mérkőzés 85. percében, Lasse Nilsen cseréjeként lépett pályára. Első gólját 2022. június 26-án, a Sandefjord ellen idegenben 2–2-es döntetlennel végződő találkozón szerezte meg. 2023. január 2-án 3½ éves szerződést kötött a francia első osztályban érdekelt Toulouse együttesével. 2023. január 11-én, az Auxerre ellen 5–0-ra megnyert bajnokin debütált.

### A válogatottban
Kamanzi 2022-ben debütált a norvég U21-es válogatottban. Először a 2022. szeptember 24-ei, Svájc ellen 3–2-re megnyert mérkőzésen lépett pályára.

## Statisztikák
2023. január 11. szerint
| Klub                 | Szezon   | Osztály     | Bajnokság | Bajnokság | Kupa  | Kupa | Nemzetközi | Nemzetközi | Összesen | Összesen |
| Klub                 | Szezon   | Osztály     | Meccs     | Gól       | Meccs | Gól  | Meccs      | Gól        | Meccs    | Gól      |
| -------------------- | -------- | ----------- | --------- | --------- | ----- | ---- | ---------- | ---------- | -------- | -------- |
| Rosenborg            | 2020     | Eliteserien | 0         | 0         | 0     | 0    | 1          | 0          | 1        | 0        |
| Ranheim (kölcsönben) | 2021     | OBOS-ligaen | 19        | 2         | 2     | 0    | —          | —          | 21       | 2        |
| Tromsø               | 2022     | Eliteserien | 28        | 4         | 2     | 1    | —          | —          | 30       | 5        |
| Toulouse             | 2022–23  | Ligue 1     | 1         | 0         | 1     | 0    | —          | —          | 2        | 0        |
| Összesen             | Összesen | Összesen    | 48        | 6         | 5     | 1    | 1          | 0          | 54       | 7        |